# Herb Szczawna-Zdroju
Herb Szczawna-Zdroju – jeden z symboli miasta Szczawno-Zdrój w postaci herbu.

## Wygląd i symbolika
Herb przedstawia na zielonej tarczy białą wieżę z otwartą złotą bramą, w której czarnym prześwicie znajduje się srebrny czerpak. Wieża pokryta jest czerwonym daszkiem stylizowanym na kopułę.

## Historia
Szczawno-Zdrój prawa miejskie otrzymało w 1945 roku, jednak wizerunek herbowy występuje na pieczęciach tutejszego uzdrowiska już od roku 1745.